# 可移植声音格式
可移植声音格式（英語：Portable Sound Format，简称）是一种直接从多种家用电子游戏机的视频游戏中抓取的音频文件。该格式最初是用于 PlayStation 的视频游戏，但现在扩展到了支持其他系统。
PSF 格式在 2003 年由 Neill Corlett 创建，并由他编写了称为“Highly Experimental”的 Winamp 的插件用于播放 PSF1 和 PSF2 文件。
通常，PSF 文件包含一定的样本和音乐音序播放程序。这与相同音乐（WAV，MP3）的等效流格式相比，此方法占用的空间要少得很多，同时听起来仍具有很高的保真度。存储在 PSF 文件中的背景音乐通常可以永远循环播放，因为音序器可以处理自己的循环播放点。
一部分 PSF 子格式还具有 miniPSF / PSFlib 功能，其中多个音轨使用的数据仅在存储在随附的单一的 PSFlib 文件中。差异数据存储在 miniPSF 文件中，该文件可通过 Zlib 压缩以进一步提高存储效率。
PSF2 文件相当于 PSF 的 PlayStation 2 版本。 PSF2 在内部结构为文件系统，相比较 PSF 其更接近于单一的 PS 可执行文件。 PSF 的原始采样率是 44,100 Hz，而 PSF2 的原始采样率是48,000 Hz。采样率可能从 8,000 Hz 到 96,000 Hz 不等。
PSF 和 PSF2 文件都包含一个标头，用于指定文件所包含的数据的视频游戏系统的类型，以及在末尾的一组可选标签，可以提供诸如游戏名称，艺术家和长度之类的详细信息。

## PSF 子格式
PSF 最初仅代表“PlayStation 声音格式”，但之后添加了 PSF2、SSF（SEGA Saturn 声音格式）、DSF（Dreamcast 声音格式）、USF（Nintendo Ultra 64 声音格式），QSF（Capcom Q 声音格式）、GSF（Game Boy Advance 声音格式）和 2SF（Nintendo DS 声音格式）子格式，因此开发了更通用的反义词“便携式声音格式”。结果，PSF 和 PSF1 均可互换地引用 PlayStation 声音数据文件。

### GSF
Game Boy Advance 声音格式（GSF）是由 Caitsith2 和 Zoopd 开发的模拟 Game Boy Advance 音频格式。 GSF 基本文件结构是 PSF 的子格式。
GSF 播放器将这些文件处理为仅声音的 Game Boy Advance ROM，因此与主流音频格式相比可能占用大量处理器。

### USF
Nintendo Ultra 64 声音格式（USF）是 Adam Gashlin 编写的一种文件格式，其中包含 任天堂64 视频游戏产生声音的代码。 USF 基本文件结构是 PSF 的子格式。

### 播放器与插件
- Audio Overload （页面存档备份，存于） Mac/Windows/Linux 芯片音乐播放器，支持包括 PSF1 和 PSF2 在内的 33 种不同音乐格式。
- Audacious Media Player Linux 上的音乐播放器，可以通过插件播放 PSF1 和 PSF2.
- Chipamp 由 OverClocked ReMix 编译的Winamp插件包，可播放 40 种以上的芯片音乐和音轨格式。
- UPSE123 （页面存档备份，存于） UNIX Playstation 声音模拟器，高级的 Playstation 声音模拟器，专注于声音的正确性。它可以播放 PSF 和 MiniPSF 格式的文件。